# Xã Jackson, Quận Putnam, Ohio
Xã Jackson (tiếng Anh: Jackson Township) là một xã thuộc quận Putnam, tiểu bang Ohio, Hoa Kỳ. Năm 2010, dân số của xã này là 934 người.